# Naidenovo, Stara Zagora
Naidenovo (în bulgară Найденово) este un sat în comuna Bratea Daskalovi, regiunea Stara Zagora,  Bulgaria. 

## Demografie
Componența etnică a satului Naidenovo
     Bulgari (85,71%)
     Romi (12,85%)
     Nicio identificare (1,42%)
     Altele (0%)
La recensământul din 2011, populația satului Naidenovo era de 140 locuitori. Din punct de vedere etnic, majoritatea locuitorilor (85,71%) erau bulgari, cu o minoritate de romi (12,85%). Pentru 1,42% din locuitori nu este cunoscută apartenența etnică.